# Angelo Vernazza
Angelo Vernazza (San Pier d'Arena, 28 aprile 1869 – Genova, 3 maggio 1937) è stato un pittore italiano, attivo soprattutto in Liguria.

## Biografia
Angelo Vernazza nacque nell'allora comune autonomo di San Pier d'Arena, in una casa di via Andrea Doria (poi via Giovanetti), figlio di un modesto commerciante di olio. Unico, fra numerosi fratelli tutti avviati al commercio, sin da bambino si sentì attratto dal mondo dell'arte. Tra il 1884 e il 1887 frequentò l'Accademia Ligustica di Belle Arti e poi, grazie a una borsa di studio, la scuola fiorentina di Nicolò Barabino, del quale fu uno dei migliori allievi e uno dei più stretti collaboratori fino alla sua morte nel 1891.
Nel 1893, un viaggio a Londra e a Parigi, dove approfondì la sua formazione presso l'Académie Julian, valse ad attenuare il suo rigore accademico, accostandosi prima al post-impressionismo e qualche anno più tardi al divisionismo (di questo periodo è il dipinto Poesia del mattino a Portofino); nei suoi affreschi del primo Novecento non mancarono neppure accenni al liberty.
La sua rigidità etica e morale non gli permise tuttavia la libertà espressiva alla base dei nuovi movimenti artistici e infatti tornato a Genova si riavvicinò ad una pittura realista improntata ad un rigoroso stile accademico. Molto apprezzato dalla critica del tempo, che lo considerava il continuatore del Barabino, fondò una scuola d'arte, con sede in via XX Settembre nel "palazzo delle Cupole", e ricevette numerose commissioni per affreschi, ritratti e paesaggi da ricchi esponenti della società del suo tempo, legati alla tradizione. Nella sua produzione non mancano affreschi di ispirazione religiosa, presenti in numerose chiese liguri.
Visse con la famiglia a San Pier d'Arena, in salita Salvator Rosa; nel 1906 fu nominato accademico di merito dell'Accademia Ligustica e per un breve periodo fu anche consigliere comunale, quando San Pier d'Arena era ancora un comune autonomo (lo fu sino al 1926). Legatissimo alla moglie, rimase vedovo nel 1935 e morì poco più di un anno dopo. Molto stimato per la sua dirittura morale, fu apprezzato come artista specie per il suo legame con la tradizione classica in un tempo di profonda innovazione artistica.

## Opere
Segue un elenco parziale della sua vasta produzione.:
- Villa Hanbury di Ventimiglia: affresco raffigurante Il passaggio di Carlo V da Ventimiglia (1903)
- Santuario di Nostra Signora di Loreto, nel quartiere genovese di Oregina, affresco nella facciata, Visione di Padre Candido Giusso (1906)
- Chiesa di Santa Maria della Cella, Sampierdarena: medaglione affrescato nella volta e affreschi con putti nei peducci della cupola (1915)
- Chiesa di Nostra Signora del SS. Sacramento, Sampierdarena: affreschi alle pareti con simboli religiosi e disegno del mosaico raffigurante la Madonna, posto nella lunetta del portale (entrambi lavori del 1937, furono le sue ultime opere)[7]
- Scuola A.S. Novaro (villa Centurione "del Monastero"), Sampierdarena: affreschi a soggetto mitologico[8]
- Affreschi nel collegio Calasanzio di Cornigliano
- Palazzo Tursi, sede del comune di Genova: affreschi nella Sala degli arazzi (o sala Tollot) in collaborazione col Barabino (1891)
- Villa Centurione Monastero, a Genova

Sue opere sono esposte alla Galleria d'Arte Moderna di Nervi, tra questi due ritratti (olio su tela) di Vittorio Emanuele III di Savoia